# Liste der Kulturdenkmäler in Freudenburg
In der Liste der Kulturdenkmäler in Freudenburg sind alle Kulturdenkmäler der rheinland-pfälzischen Ortsgemeinde Freudenburg einschließlich des Ortsteils Kollesleuken aufgeführt. Grundlage ist die Denkmalliste des Landes Rheinland-Pfalz (Stand: 8. Februar 2023).

## Denkmalzonen
| Bezeichnung                    | Lage                         | Baujahr                              | Beschreibung | Bild                           |
| ------------------------------ | ---------------------------- | ------------------------------------ | --- | ------------------------------ |
| Denkmalzone Burg Freudenburg   | Freudenburg, Burgstraße Lage | ab 1330                              | Bauanlage der ehemaligen Burg mit nördlich anschließendem Graben, Schlossweiher und Herrengarten, ab 1330 von Johann von Böhmen, Graf von Luxemberg, erbaut, seit 1646 Ruine, 1859 erneuert; Bergfried aus dem 14. Jahrhundert; Palas, imposanter dreigeschossiger Bruchsteinbau                                                                                                   | weitere Bilder Fotos hochladen |
| Denkmalzone Jüdischer Friedhof | Freudenburg, Neustraße Lage  | vor 1684                             | großes, dicht belegtes Areal, Grabsteine vom 18. Jahrhundert bis in die frühen 1930er Jahre | weitere Bilder Fotos hochladen |
| Denkmalzone Ortsbefestigung    | Freudenburg Lage             | zweites Viertel des 14. Jahrhunderts | Reste des Mauerrings, der auf dreieckigem Grundriss Burg und Burgdorf umschloss, angelegt im zweiten Viertel des 14. Jahrhunderts, von den ursprünglich drei Türmen nur der im Nordosten erhalten, an der Nordseite zugehörig Haus Burgstraße 2 und Burgstraße 3 (Torwächterhaus), auf der Nordwestseite südöstlicher Mauerdurchgang 1872, im Nordwesten vorgelagerte Zwingermauer | weitere Bilder Fotos hochladen |

## Einzeldenkmäler
| Bezeichnung                                         | Lage                                                                              | Baujahr                                       | Beschreibung | Bild                           |
| --------------------------------------------------- | --------------------------------------------------------------------------------- | --------------------------------------------- | --- | ------------------------------ |
| Bildstock                                           | Freudenburg, An den Kalköfen, vor Nr. 24 Lage                                     | 1819                                          | Kreuzigungsbildstock, Rotsandstein, bezeichnet 1819                                                                     | Fotos hochladen                |
| Brunnenfigur                                        | Freudenburg, Balduinstraße Lage                                                   | 19. Jahrhundert                               | Brunnenfigur des heiligen Sebastian, 19. Jahrhundert (?)                                                                | Fotos hochladen                |
| Katholische Pfarrkirche der heiligen Dreifaltigkeit | Freudenburg, Balduinstraße 21 Lage                                                | 16. Jahrhundert                               | dreischiffige neugotische Hallenkirche, im Kern aus dem 16. Jahrhundert, Erweiterungen 1856/58 und 1899                 | weitere Bilder Fotos hochladen |
| Wohnhaus                                            | Freudenburg, Burgstraße 3 Lage                                                    | drittes Drittel des 18. Jahrhunderts          | ehemaliges Gasthaus; Mansarddachbau, drittes Drittel des 18. Jahrhunderts                                               | BW                             |
| Herrenscheuer                                       | Freudenburg, Burgstraße 33 Lage                                                   | Ende des 17. oder Anfang des 18. Jahrhunderts | ehemalige Zehntscheune; winkelförmiger Giebelbau, Ende des 17. oder Anfang des 18. Jahrhunderts                         | Fotos hochladen                |
| Katholisches Pfarrhaus                              | Freudenburg, Burgstraße 35 Lage                                                   | 1730                                          | barocker Giebelbau, bezeichnet 1730                                                                                     | Fotos hochladen                |
| Bildstock                                           | Freudenburg, Gartenstraße, vor Nr. 52 Lage                                        | erste Hälfte des 18. Jahrhunderts             | Kreuzigungsbildstock, Schaft bezeichnet 1841, barocker Aufsatz, erste Hälfte des 18. Jahrhunderts                       | Fotos hochladen                |
| Wohnhaus                                            | Freudenburg, Marktplatz 5 Lage                                                    | 1730                                          | ehemals das Haus des kurfürstlichen Akziseneinnehmers; barocker Krüppelwalmdachbau, 1730; barocker Kreuzigungsbildstock | Fotos hochladen                |
| Junkerskreuz                                        | Freudenburg, nördlich des Ortes an der L 131 Lage                                 | 1638                                          | aufwändiger Bildstock, bezeichnet 1638                                                                                  | weitere Bilder Fotos hochladen |
| Wegekreuz                                           | Freudenburg, nordöstlich des Ortes an der Abzweigung der K 127 von der L 131 Lage | 1870                                          | Stelenkreuz, bezeichnet 1870                                                                                            | weitere Bilder Fotos hochladen |
| Katholische Filialkirche St. Ottilien               | Kollesleuken, Dorfstraße 28 Lage                                                  | 1906/07                                       | neugotischer Saalbau, 1906/07, Architekt Christoph Ewen                                                                 | weitere Bilder Fotos hochladen |
| Wegekapelle                                         | Kollesleuken, nördlich des Ortes an der K 119 Lage                                |                                               | Wegekapelle, schlichter Putzbau; außen eingemauert Kreuzigungsrelief, bezeichnet 1751                                   | Fotos hochladen                |
| Herrenmühle                                         | Kollesleuken, südlich des Ortes Lage                                              | 1947                                          | Krüppelwalmdachbau, 1947                                                                                                | Fotos hochladen                |
| Brücke                                              | Kollesleuken, südlich des Ortes bei der Herrenmühle Lage                          | 1904                                          | Steinbrücke, bezeichnet 1904                                                                                            | Fotos hochladen                |
| Heiligenhäuschen                                    | Kollesleuken, südlich des Ortes bei der Herrenmühle Lage                          | 1610                                          | Heiligenhäuschen, wohl von 1610                                                                                         | BW                             |
| Wegekreuz                                           | Kollesleuken, südlich des Ortes und südlich der Herrenmühle Lage                  | 18. Jahrhundert                               | Schaftkreuz, 18. Jahrhundert                                                                                            | Fotos hochladen                |

## Ehemalige Kulturdenkmäler
| Bezeichnung | Lage                               | Baujahr   | Beschreibung | Bild |
| ----------- | ---------------------------------- | --------- | --- | ---- |
| Wohnhaus    | Freudenburg, Balduinstraße 17 Lage | nach 1589 | ehemaliges Amtshaus der Abtei St. Maximin, später Bürgermeisterei; Krüppelwalmdachbau, bald nach 1589, Erneuerungen im 18. Jahrhundert und 1861; aus Denkmalliste gelöscht und abgebrochen | BW   |